# Messier 35
Messier 35 (také M35 nebo NGC 2168) je otevřená hvězdokupa v souhvězdí Blíženců, v blízkosti letního bodu. Od Země je vzdálena 2 800 světelných let, má průměr přibližně 24 světelných let a stáří kolem 100 miliónů let. Byla objevena nezávisle Philippem Loysem de Chéseauxem v roce 1745 a Johnem Bevisem roku 1750.
Díky její blízkosti k ekliptice je dobře viditelná z obou zemských polokoulí, ale díky její mírné severní deklinaci jsou její pozorovatelé na severní polokouli zvýhodněni. Měsíc a planety sluneční soustavy často přechází mezi hvězdokupou a Zemí, takže ji zakryjí nebo zastíní svým velkým jasem odraženého slunečního světla.

## Pozorování

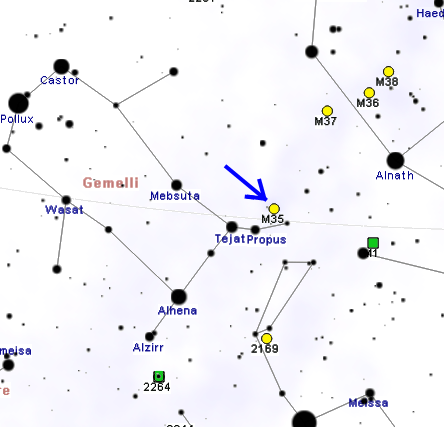
Poloha M 35 v souhvězdí Blíženců

M35 za velmi vhodných podmínek viditelná i pouhým okem a je možné ji jednoduše nalézt, protože se na obloze nachází blízko tří hvězd, které představují nohy Blíženců.
Pomocí malého dalekohledu je možné rozlišit její nejjasnější hvězdy, které tvoří téměř kruhovou rovnoměrně rozmístěnou skupinku. Triedr 7x30 hvězdokupu rozloží na několik hvězd, zatímco pomocí triedru 10x50 je možné napočítat asi 50 hvězd. Dalekohledy s malým zvětšením a širokým zorným polem (jako například průměr 90 mm s okulárem 15 mm a větším) ukážou M35 nejlépe, zatímco větší dalekohledy mohou ukázat také druhou mnohem slabší hvězdokupu NGC 2158. V dalekohledech o průměru 120 mm a větším je možné v M35 pozorovat stovky hvězd a hvězdokupa vypadá zcela rozlišeně.
Hvězdokupa má mírnou severní deklinaci, takže je dobře pozorovatelná ze všech obydlených oblastí Země, i z jižní polokoule, kde ovšem vždy zůstává pouze nízko nad severním obzorem. Nejvhodnější období pro její pozorování na večerní obloze je podzim a zima na severní polokouli.

### Zákryty
Díky její poloze pouhého půl stupně od ekliptiky často dochází k zákrytům nebo přechodům těles sluneční soustavy přes hvězdokupu.
Přes hvězdokupu často přechází Měsíc, který ji celou zakryje; tento jev je často pozorován zejména amatérskými hvězdáři, včetně těch, kteří mají pouze triedr nebo menší dalekohled. Často se ke hvězdokupě zdánlivě přiblíží i planety, mnohdy přes ni dokonce přejdou. To nastává nejvíce u planet nejbližších k Zemi, tedy Merkuru, Venuše a Marsu. Hvězdokupa je pak jasem přecházející planety téměř zcela zastíněna.

## Historie pozorování
Charles Messier M35 pozoroval 30. srpna 1764,
tedy až několik let poté, co ji v roce 1745 objevil Jean-Philippe Loys de Chéseaux. Messier ji popsal jako kupu malých hvězd nedaleko nohou Blíženců.

### Posun souřadnic

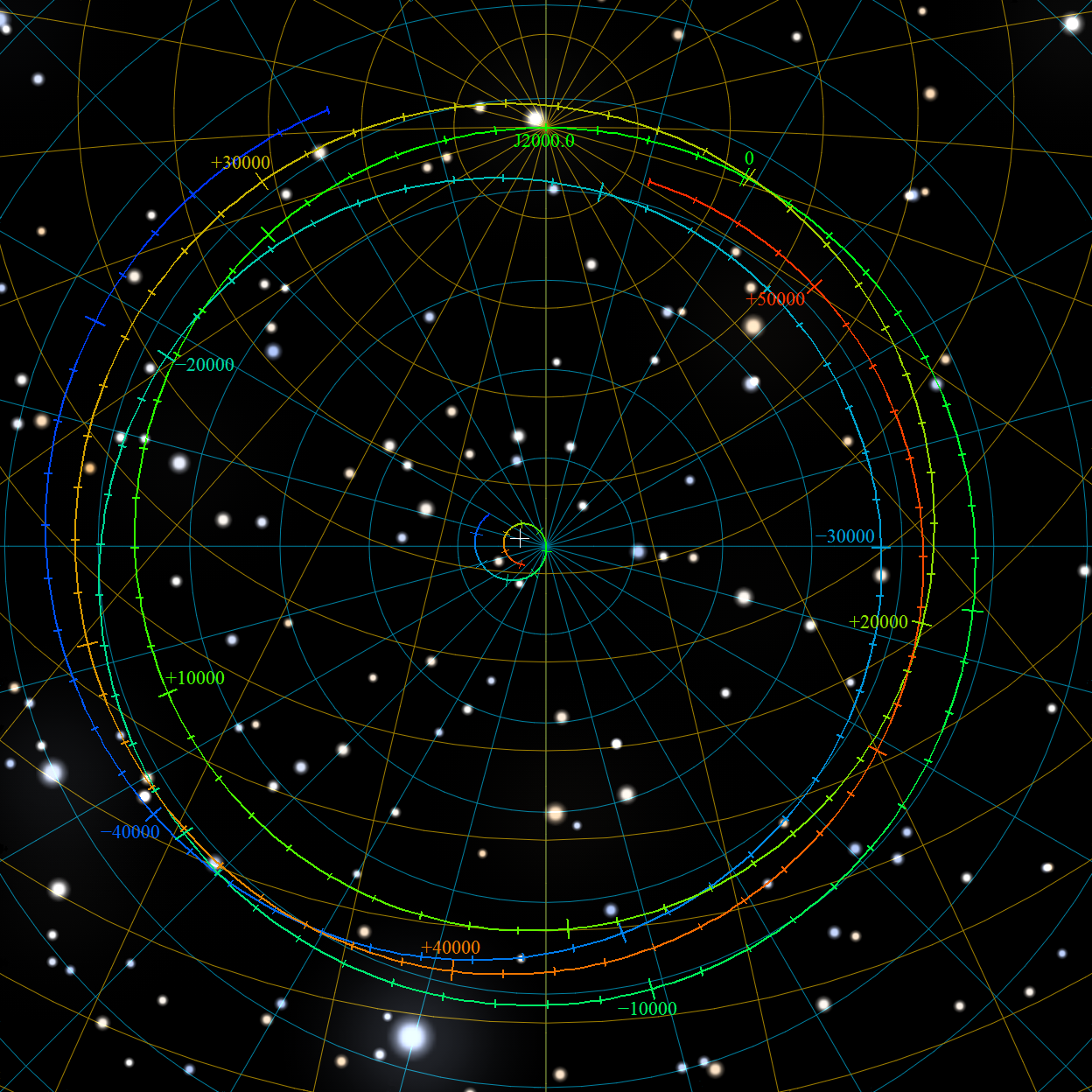
Projekce precesní dráhy severního pólu na pevné obloze epochy J2000.0 pro časový interval od 48000 př. n. l. do 52000 n. l.. Jasná hvězda u spodního okraje je Vega.

Kvůli jevu známému jako precese zemské osy se rovníkové souřadnice hvězd a souhvězdí mohou značně měnit v závislosti na jejich vzdálenosti od severního a jižního pólu ekliptiky.
M35 leží pouze půl stupně severně od ekliptiky, proto její viditelnost na obou polokoulích závisí téměř přesně na výšce Slunce nad obzorem v různých ročních obdobích. V roce 1860 byla rektascenze hvězdokupy 06h 00m 13s a ležela tak blízko letního bodu, od kterého se postupně vzdaluje směrem na východ. Letní bod je nejsevernější bod v rovníkových souřadnicích, který může Slunce dosáhnout při svém zdánlivém pohybu na obloze během roku. Deklinace hvězdokupy je zhruba 24°, tedy velmi podobná deklinaci Slunce při letním slunovratu (přibližně 21. června).
Když se před 13 tisíci lety M35 nacházela na rektascenzi 18h, dosáhla svého nejjižnějšího umístění s deklinací -23° a také ležela blízko ekliptiky. V této oblasti se Slunce nachází v době zimního slunovratu, tedy 21. až 22. prosince.

## Vlastnosti

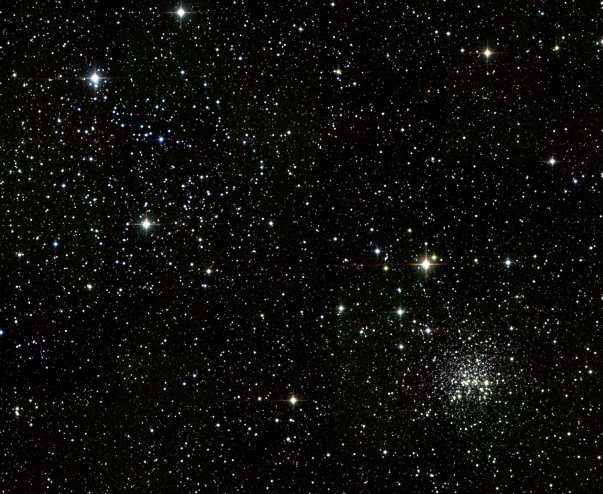
Na tomto infračerveném snímku je hvězdokupa M35 vlevo nahoře, vpravo dole je NGC 2158.

M35 má zdánlivý průměr téměř 30' a obsahuje přibližně 200 hvězd v rozsahu magnitud 8,3 až 13.
Celková zdánlivá magnituda hvězdokupy je 5,1. Nejjasnější složkou je modrý obr spektrální třídy B3 s magnitudou 8,2.
Vzdálenost hvězdokupy se odhaduje na 2 800 světelných let, tomu odpovídá skutečný průměr přibližně 24 světelných let. Její stáří se odhaduje na přibližně 100 milionů let, což vysvětluje přítomnost několika hvězd, které již opustily hlavní posloupnost a ve svém vývoji postoupily do stavu žlutých a červených obrů spektrální třídy G a K. Hvězdokupa má zvýšenou hustotu dosahující až 6,21 hvězd na krychlový parsek ve středové oblasti a průměrná hustota celé hvězdokupy je 0,7 hvězdy na krychlový parsek. M35 se k Zemi přibližuje rychlostí zhruba 5 km/s.

## Vlastní pohyb
Měření vlastního pohybu hvězd patřících do hvězdokupy ukázalo, že celková hmotnost jejích hvězd do vzdálenosti 3,75 parseku od geometrického středu hvězdokupy je v rozsahu 1 600 až 3 200 hmotností Slunce.
Na základě dat o vlastním pohybu získaných v roce 1986 byl prostudován dynamický stav hvězdokupy. Ve hvězdokupě došlo k hmotovému rozdělení, které pozorujeme také u mnoha dalších otevřených hvězdokup, například u hvězdokupy Jesličky. Díky tomu vzniklo několik domněnek, například že pomocí koncentrace pozorované u mladých otevřených hvězdokup můžeme odhadovat podobnou koncentraci u mnohem starších objektů.
Radiální rychlost členů hvězdokupy se zdá být nezávislá na jejich hmotnosti. To je v souladu s modely, které zahrnují působení slapových sil Galaxie, ale liší se od stavu pozorovaného ve hvězdokupách Plejády a Jesličky. U těchto hvězdokup se předpokládá, že neobvyklý poměr mezi hmotností a rychlostí jejich hvězd je způsoben složitým vícesložkovým vlastním pohybem, zatímco velikost rozptylu radiální a tangenciální rychlosti je chápána jako funkce vzdálenosti od středu hvězdokupy M35 a může to naznačovat, že jejich oběžný pohyb může být vyjádřen izotropním rozdělením.